# Mont Longonot
El Mont Longonot és un estratovolcà adormit situat al sud-est del llac Naivasha, en la zona de la Vall del Rift de Kenya. El seu nom es deriva de la paraula maasai oloonong'ot, que significa «muntanyes de molts esperons» o «crestes escarpades».
S'estima que l'última erupció d'aquest volcà fou cap al 1860.
Forma part del Parc Nacional del Mont Logonot.

## Topografia
Mont Longonot està situat a 60 km al nord-oest de Nairobi i es pot arribar fins allà per una carretera asfaltada. La carretera va ser millorada per la UE i redueix el temps de viatge des de Nairobi al voltant d'una hora. Un poble proper també es nomena Longonot.
L'estació terrestre de satèl·lit de comunicacions de Longonot està situat al sud de la muntanya.
Al 21 de març de 2009, uns incendis forestals van cremar pel vessant de la muntanya i van descendir al cràter, atrapant la vida silvestre.

## Geologia
Mont Longonot és un estratovolcà que conté una gran caldera de 8 x 12 km formada per enormes erupcions de lava traquítica de fa uns 21.000 anys. El con actual es va desenvolupar dins de la caldera anterior. Aquest con està coronat per un cràter d'1,8 km. Cons satèl·lit i efusions de lava d'erupcions s'estenen en els flancs i a la base de la caldera.
L'activitat geodèsica registrada al Longonot durant el període entre 2004-2006 va demostrar la presència de sistemes magmàtics actius sota aquest volcà. La muntanya es troba en una zona rural.

## Parc Nacional del Mont Longonot
Mont Longonot està protegit pel Kenya Wildlife Service Kenya Wildlife Service i forma part del Mount Longonot National Park (Parc Nacional de Mont Longonot).
Té una pista de 3'1 km que s'estén des de l'entrada del parc fins a la vora del cràter, i continua en un circuit de 7'2 km que envolta el cràter. Es triga unes 4-5 hores per a fer tot el recorregut, de 13'5 km, amb descansos necessaris. Hi ha parts de la pista que estan molt erosionades i molt escarpades. L'inici de la pista es troba al voltant dels 2.150 m sobre el nivell del mar i el pic a 2.780 m, però seguint la vora dentada implica molt més que la diferència vertical de 630 m.
Un bosc d'arbres petits cobreix el sòl del cràter, i petits orificis de vapor es troben espaiats al voltant de les parets del cràter. La muntanya és la llar de diverses espècies de la fauna silvestre, especialment de la zebra, la girafa, el búfal i els antílops. També hi ha lleopards, però són molt difícils de veure.